# Cremastocheilus incisus
Cremastocheilus incisus är en skalbaggsart som beskrevs av Thomas Casey 1915. Cremastocheilus incisus ingår i släktet Cremastocheilus och familjen Cetoniidae. Inga underarter finns listade i Catalogue of Life.